# Morupule Colliery
Morupule Colliery är en kolgruva i östra Botswana. Den ligger i distriktet Central, 270 km norr om huvudstaden Gaborone. Morupule Colliery ligger 965 meter över havet. Närmaste större samhälle är Palapye, 11 km sydost om Morupule Colliery. 